# Sneaker Pimps
Sneaker Pimps is een Britse triphopband, afkomstig uit Reading, Berkshire.

## Geschiedenis
De band werd opgericht in 1995 door Chris Corner (gitaar) en Liam Howe (keyboard) (beiden ex-dj's), geïnspireerd door het succes van bands als Portishead en Tricky. Al sinds begin jaren negentig speelden de heren in diverse bandjes, echter zonder succes. Nadat ze zangeres Kelli Dayton hadden horen zingen in een pub, werd zij aantrokken als vocaliste. Na het goed ontvangen  eerste album Becoming X, waarvan 6 Underground de leidende single was. Nog bekender werd echter de single Spin spin sugar door een speedgarageremix van Armand Van Helden, die het goed deed in de housescene. Daarna sloeg de band een andere koers in. Dayton werd gevraagd de band te verlaten en Chris Corner nam haar rol over. In 2001 deed de groep een gastbijdrage aan het album 7th High van Double 99.
De naam Sneaker Pimps is afkomstig van een artikel gepubliceerd door de Beastie Boys in hun Grand Royal magazine over een man die zij ingehuurd hadden om klassieke "sneakers" (sportschoenen) voor hen op te sporen.
Ze zijn in België vooral bekend door hun "Post Modern Sleaze", wat gebruikt is als introlied voor de serie Matroesjka's.

## Bandleden
- Chris Corner
- Liam Howe
- Joe Wilson
- David Westlake
- Kelli Dayton (t/m 1998)

## Discografie

### Albums
- Becoming X (1996)
- Becoming Remixed (1998)
- Splinter (1999)
- Bloodsport (2002)